# Tom Clancy’s Rainbow Six (seria)
Tom Clancy’s Rainbow Six – seria komputerowych gier akcji powstałych na motywach powieści Rainbow Six Toma Clancy’ego. Jako komandos dowodzący elitarnym oddziałem Rainbow Six gracz stawia czoła najgroźniejszym terrorystom świata.

## Gry z serii
- Tom Clancy’s Rainbow Six (pojawiła się także na PlayStation Classic[6])
  - Tom Clancy’s Rainbow Six: Eagle Watch
  - Tom Clancy’s Rainbow Six: Critical Hour   (Xbox, PS2)
- Tom Clancy’s Rainbow Six: Rogue Spear
  - Tom Clancy’s Rainbow Six Rogue Spear: Urban Operations
  - Tom Clancy’s Rainbow Six: Covert Ops Essentials
  - Tom Clancy’s Rainbow Six Rogue Spear: Black Thorn
- Tom Clancy’s Rainbow Six 3: Raven Shield
  - Tom Clancy’s Rainbow Six 3: Athena Sword
  - Tom Clancy’s Rainbow Six 3: Iron Wrath
  - Tom Clancy’s Rainbow Six 3: Black Arrow (Xbox)
- Tom Clancy’s Rainbow Six: Lockdown
- Tom Clancy’s Rainbow Six: Vegas
- Tom Clancy’s Rainbow Six: Vegas 2
- Tom Clancy’s Rainbow Six: Shadow Vanguard (iPhone)
- Tom Clancy’s Rainbow Six: Patriots (anulowana)
- Tom Clancy’s Rainbow Six Siege
- Tom Clancy’s Rainbow Six Extraction